# Fabrizio Dragosei
Fabrizio Dragosei (Roma, 8 agosto 1950) è un giornalista italiano.

## Biografia
Nato a Roma, si è laureato in Scienze politiche all'Università degli Studi di Roma "La Sapienza". Ha effettuato uno stage di politica economica alla London School of Economics. È giornalista professionista dal 1975. Appassionato di montagna, è Guida di media montagna iscritto al registro presso il Collegio guide alpine dell'Alto Adige Südtirol.
Ha lavorato alla sede Rai di Londra, al settimanale Panorama e al quotidiano del pomeriggio Corriere d'Informazione. È entrato al Corriere della Sera sotto la direzione di Piero Ottone. Dopo aver guidato per 10 anni la redazione economica del Corriere a Roma, è stato inviato speciale per l'estero e per l'economia.
Dal 1995 è corrispondente da Mosca e articolista del Corriere della Sera. Ha intervistato Michail Gorbačëv, Boris El'cin, Vladimir Putin, Dmitrij Medvedev, Muʿammar Gheddafi.
Nel 2009 ha pubblicato "Stelle del Cremlino. L'Occidente deve temere la Nuova Russia?", un saggio su quanto è accaduto in Russia dopo lo scioglimento dell'URSS: dal passaggio selvaggio dell'arricchimento degli oligarchi, all'involuzione totalitaria del regime di Putin, con giornalisti assassinati, propaganda e feroci lotte di potere.
Nel 2015 esce "Così parlò Hitler": le conversazioni private, i discorsi pubblici, i verbali degli archivi sovietici, la storia del nazismo e della vita di Adolf Hitler, riporta molti estratti di dichiarazioni e conversari, stenografati, finite in diversi archivi.
Nel 2017, appare un suo saggio nel volume collettaneo "1917 Ottobre Rosso", pubblicato dal Corriere della Sera: "Un secolo lungo: Putin e il centenario del 1917".
Nel 2018 ha pubblicato La rivoluzione russa e la fine dei Romanov, storia dei terribili 17 mesi tra la prima rivoluzione russa, quella del febbraio 1917, e il massacro della famiglia imperiale nel luglio del 1918, l'occultamento delle salme da parte dei bolscevichi e il successivo ritrovamento dei luoghi di sepoltura.

## Opere
- Stelle del Cremlino. L'Occidente deve temere la nuova Russia?, Prefazione di Gian Antonio Stella, Collana I grandi pasSaggi, Milano, Bompiani, 2009, ISBN 978-88-452-6317-0.
- Così parlò Hitler. Le conversazioni private, i discorsi pubblici, i verbali degli archivi sovietici, Collana Testimonianze, Milano, Mursia, 2015, ISBN 978-88-425-5159-1.
- La Rivoluzione russa e la fine dei Romanov, Collana Testimonianze, Milano, Mursia, 2018, ISBN 978-88-425-5982-5. - Collana La Storia · Le Storie, Milano, BUR-Rizzoli, 2022, ISBN 978-88-171-7449-7.